# Diana van der Plaats
Adriana „Diana“ van der Plaats, auch Diane van der Plaats, (* 12. August 1971 in Utrecht) ist eine ehemalige niederländische Schwimmerin. Sie gewann eine olympische Silbermedaille sowie eine Goldmedaille, drei Silbermedaillen und eine Bronzemedaille bei Europameisterschaften.

## Sportliche Karriere
Die 1,82 m große Diana van der Plaats gewann ihre erste internationale Medaille bei den Schwimmeuropameisterschaften 1987 in Straßburg. Die 4-mal-100-Meter-Freistilstaffel mit Marianne Muis, Diana van der Plaats, Mildred Muis und Karin Brienesse erhielt die Silbermedaille hinter der Staffel aus der DDR. Bei den Olympischen Spielen 1988 in Seoul trat Diana van der Plaats in drei Disziplinen an. Zunächst schied sie als 17. der Vorläufe über 200 Meter Freistil aus. Nur die ersten 16 Schwimmerinnen der Vorläufe erreichten das A- oder B-Finale. In der 4-mal-100-Meter-Freistilstaffel erreichten Conny van Bentum, Marianne Muis, Mildred Muis und Diana van der Plaats als Vorlaufsiegerinnen das Finale. In der Entscheidung siegte die Staffel aus der DDR vor der niederländischen Staffel mit Marianne und Mildred Muis, Conny van Bentum und Karin Brienesse und der Staffel aus den Vereinigten Staaten. Diana van der Plaats erhielt für ihren Vorlaufeinsatz ebenfalls eine Silbermedaille. Schließlich belegte Diana van der Plaats den 16. Platz über 50 Meter Freistil.
Bei den Schwimmeuropameisterschaften 1989 gewann die niederländische 4-mal-100-Meter-Freistilstaffel mit Diana van der Plaats, Marieke Mastenbroek, Mildred Muis und Marianne Muis die Silbermedaille hinter der Staffel aus der DDR. Gleiches gelang der 4-mal-200-Meter-Freistilstaffel mit Diana van der Plaats, Kirsten Silvester sowie Mildred und Marianne Muis. Zwei Jahre später bei den Europameisterschaften in Athen erreichte die niederländische 4-mal-200-Meter-Staffel mit Karin Brienesse, Diana van der Plaats, Baukje Wiersma und Ellen Elzerman den dritten Platz hinter den Staffeln aus Dänemark und aus Deutschland. Die 4-mal-100-Meter-Staffel mit Inge de Bruijn, Diana van der Plaats, Karin Brienesse und Marieke Mastenbroek gewann den Titel mit 0,18 Sekunden Vorsprung vor der deutschen Staffel. 1992 bei den Olympischen Spielen in Barcelona schwamm Diana van der Plaats in den Vorläufen über 200 Meter Freistil auf den 26. Platz. Die 4-mal-100-Meter-Freistilstaffel mit Diane van der Plaats, Mildred und Marianne Muis sowie Karin Brienesse erreichte den fünften Platz.
Diana van der Plaats schwamm für die Zwemvereniging De Dolfijn aus Amsterdam.